# Iván Balliu
Iván Balliu Campeny (* 1. ledna 1992 Girona) je albánský profesionální fotbalista španělského původu, který hraje na pozici pravého obránce za španělský klub Rayo Vallecano.
Mimo Španělska hrál v Portugalsku.

## Klubová kariéra
Odchovanec FC Barcelona. V červenci 2013 odešel po vypršení kontraktu s Barcou do portugalského klubu FC Arouca, podepsal smlouvu na 2 roky.